# Antonio Tamburini
Antonio Tamburini (Faenza, Emília-Romanya, Itàlia, 28 de març de 1800 - Niça, França, 8 de novembre de 1876) fou un cantant italià de la corda de baríton.
Deixeble de Rossi, aviat es feu notar per la seva bella veu de baríton, debutant als divuit anys a Bolonya amb un èxit sense precedents. En el breu termini de cinc anys adquirí extraordinària celebritat a Itàlia, França i Anglaterra, sent un dels artistes favorits de Gioachino Rossini i actuant quasi sempre amb aquella brillant constel·lació de cantants formada per la Giulia Grisi, Giuseppe Persiani, Pauline Viardot, Giovanni Battista Rubini, Marietta Brambilla i Luigi Lablache.
La seva veu càlida, rodona, igual en tots els registres, es trobava tant perfectament educada i era tal l'agilitat de la seva gola, que una vegada actuant a Palerm, i no havent-se trobat massa bé la prima donna, i com ufana de la seva tècnica vocal insuperable, cantà, a més de la particella de baríton la de soprano sfogato de l'òpera de Saverio Mercadante Elisa e Claudio, aconseguint un dels més grans triomfs de la seva vida artística.
La seva última aparició en escena la feu a Londres el 1859, data en què es retirà a Niça, on va romandre fins a la seva mort.